# Formación Prince Creek
La Formación Prince Creek es una formación geológica del Grupo Colville datada alrededor de 83 a 61 millones de años atrás entre el Campaniense y el Daniense durante el Cretácico superior y el Paleoceno. La litografía está compuesta de lutolita, roca sedimentaria y piedra arenisca. Fue depositada en un ambiente terrestre con ríos que desembocaban al mar formando un delta. En sus registros fósiles se ve reflejada la extinción de los dinosaurios y el auge de los mamíferos.

## Paleofauna

### Cretácico

#### Ostrácodos
- Ostracoda
  - Podocopida
    - Ilyocyprididae
      - Cypridea sp.

    - Candonidae
      - Candonopsis sp.

### Peces
- Chondrichthyes
  - Chondrichthyes indet.
- Osteichthyes
  - Osteichthyes indet.

#### Dinosaurios
- Saurischia
  - Theropoda
    - Dromaeosauridae
      - cf. Dromaeosaurus
      - cf. Saurornitholestes

    - Troodontidae
      - cf. Troodon

    - Tyrannosauridae
      - Nanuqsaurus hoglundi
- Ornithischia
  - Ornithopoda
    - Hadrosauridae
      - Ugrunaaluk kuukpikensis

  - Marginocephalia
    - Ceratopsidae
      - Pachyrhinosaurus perotorum

    - Pachycephalosauridae
      - Alaskacephale gangloffi

#### Mamíferos
- Mammalia
  - Multituberculata
    - Cimolodontidae
      - Cimolodon nitidus

  - Didelphimorphia
    - Pediomyidae
      - Pediomys elegans

  - Eutheria
    - Insectivora
      - Gypsonictops sp.

### Paleoceno

#### Gastropodos
- Gastropoda
  - Cephalaspidea
    - Scaphandridae
      - Ellipsoscapha sohli

  - Heterobranchia
    - Mathildidae
      - Mathilda amundseni

  - Littorinimorpha
    - Naticidae
      - Polinices repenningi
      - Amauropsis fetteri

#### Bivalvos
- Bivalvia
  - Mytiloida
    - Mytilidae
      - Mytilon theresae
      - Crenella kannoi

  - Pectinoida
    - Pectinidae
      - Chlamys aquilonia
      - Camptochlamys alaskensis

    - Oxytomidae
      - Oxytoma hargrovei

    - Anomiidae
      - Anomia sp.
      - Placunopsis rothi

  - Nuculoida
    - Nuculidae
      - Nucula micheleae
      - Nuculana moriyai

    - Malletiidae
      - Neilo gryci

    - Yoldiidae
      - Yoldia gladenkovi

  - Veneroida
    - Cardiidae
      - Protocardia sp.
      - Integricardium kennae

    - Tellinidae
      - Tellinimera kauffmani

    - Psammobiidae
      - Gari brouwersae

    - Tancrediidae
      - Tancredia slavichi

    - Hiatellidae
      - Cyrtodaria rutupiensis
      - Cyrtodaria katieae

    - Arcticidae
      - Arctica ovata

  - Myoida
    - Corbulidae
      - Corbula betsyae

  - Pholadomyoida
    - Arcticlam nanseni